# Межнациональная хоккейная лига
Межнациональная хоккейная лига — хоккейная лига, существовавшая в период с 1992 по 1996 год. Лига объединяла команды из бывшего СССР и проводила розыгрыш чемпионата МХЛ и Кубка МХЛ. Победителем МХЛ становилась команда — обладатель Кубка МХЛ. Титул чемпиона России определялся в МХЛ три раза — в сезонах 1993/94, 1994/95 и 1995/96 годов. Соответственно, победителем чемпионата России становились московское «Динамо» (1995) и тольяттинская «Лада» (1994, 1996). Для определения чемпиона России 1993 года в августе была проведена серия до трёх побед с участием московского «Динамо» — обладателя Кубка МХЛ, и самарского ЦСК ВВС — победителя чемпионата России. Победу в трёх матчах одержало «Динамо», которое получило звание «Абсолютный чемпион России 1993 года».
МХЛ была учреждена 13 января 1992 года (до марта 1992 года — Профессиональная хоккейная лига), в 1996 году — расформирована. Все российские команды перешли под эгиду Российской хоккейной лиги. Нероссийские команды были исключены из участия в РХЛ. Единственным президентом МХЛ был Роберт Дмитриевич Черенков (избирался президентом в январе 1992 года, январе 1993 года и январе 1996 года).
В 2000-х годах обсуждались возможности по созданию новой хоккейной лиги, объединяющей клубы с постсоветского пространства. Одним из таких нереализовавшихся проектов являлась Евро-азиатская хоккейная лига. Наконец, с сезона 2008/2009 открылась Континентальная хоккейная лига, объединившая клубы из России, Белоруссии, Казахстана и Латвии, а впоследствии также из Китая, Украины, Чехии, Словакии, Хорватии и Финляндии.

## Победители
| Сезон     | Чемпион         | Серебряный призёр | Бронзовый призёр                              | Обладатель кубка МХЛ | Чемпион России  |
| 1992/1993 | «Динамо» Москва | «Лада» Тольятти   | «Крылья Советов» Москва, «Трактор» Челябинск  | «Динамо» Москва      | «Динамо» Москва |
| 1993/1994 | «Лада» Тольятти | «Динамо» Москва   | «Трактор» Челябинск                           | «Лада» Тольятти      | «Лада» Тольятти |
| 1994/1995 | «Динамо» Москва | «Лада» Тольятти   | «Металлург» Магнитогорск, «Салават Юлаев» Уфа | «Динамо» Москва      | «Динамо» Москва |
| 1995/1996 | «Лада» Тольятти | «Динамо» Москва   | «Авангард» Омск, «Салават Юлаев» Уфа          | «Динамо» Москва      | «Лада» Тольятти |

## Руководство МХЛ
- Стеблин Александр Яковлевич — председатель Президентского совета МХЛ (1992—1994 гг.)
- Валеев Ринат Аблуллович — председатель Президентского совета МХЛ (1994—1996 гг.)
- Петров Владимир Владимирович — президент ФХР — заместитель председателя Президентского совета МХЛ (1992—1993 гг.)
- Сыч Валентин Лукич — президент ФХР — заместитель председателя Президентского совета МХЛ (1994—1996 гг.)
- Черенков Роберт Дмитриевич — президент МХЛ (1992—1996, переизбирался в 1993 и 1996 гг.)
- Игошин Владимир Александрович — вице-президент МХЛ по спортивной деятельности (1992—1995 гг.)
- Молчанов Владимир Федорович — вице-президент МХЛ по коммерческой деятельности (1992—1996 гг.)
- Мкртычан Григорий Мкртычевич — начальник отдела проведения соревнований МХЛ (1992—1996 гг.)
- Морозов Николай Владимирович — председатель судейского отдела МХЛ (1992—1993 гг.)
- Резников Наум Лазаревич — председатель судейского отдела МХЛ (1993—1996 гг.)